# كبير مسؤولي التصميم
كبير مسؤولي التصميم (بالإنجليزية:Chief design officer) (CDO), أو المسؤول التنفيذي للتصميم (بالإنجليزية:design executive officer) (DEO), هو لقب شركة يُعطى أحيانًا لمدير تنفيذي مسؤول عن مبادرات تصميم المؤسسة. عادةً ما يكون CDO مسؤولاً عن الإشراف على جميع جوانب التصميم والابتكار لمنتجات وخدمات الشركة, بما في ذلك تصميم المنتج والتصميم المعماري والتصميم الجرافيكي وتصميم تجربة المستخدم والتصميم الصناعي وتصميم العبوات. قد يكونوا مسؤولين أيضًا عن جوانب الإعلان والتسويق والهندسة.
لم يظهر هذا المنصب إلا مؤخرًا, حيث تولى كبار مسؤولي التصميم أدوارًا ربما كان قد شغلها سابقًا كبير مسؤولي التسويق, أو كبير مسؤولي المنتجات، أو كبير مسؤولي العلامة التجارية, أو تم تفويضه إلى مديري التصميم التنفيذيين ذوي الرتب الأدنى.

## كبار مسؤولي التصميم
| اسم                  | شركة                                         |
| -------------------- | -------------------------------------------- |
| دان ماكوسكي          | مجموعة لويدز المصرفية                        |
| لاو فالك             | GamingBuddy                                  |
| إريك كوينت           | ثري إم                                       |
| ماورو بورسيني        | بيبسيكو                                      |
| شون كارني            | فيليبس                                       |
| بيتر شراير           | كيا موتورز                                   |
| ستيفانو مارزانو      | الكترولوكس                                   |
| آن ستينروس           | مدينة هلسنكي                                 |
| كريستوفر هوثورن      | مدينة لوس أنجلوس                             |
| اليستر كورتيس        | لوجيتك                                       |
| روجير فان دير هيد    | فيليبس، مجموعة زومتوبيل                      |
| أوفر يوم طوف         | مجموعة أستراليا ونيوزيلندا المصرفية المحدودة |
| تشوك وونغواتاناسيلبا | دي بي إس بنك                                 |
| دانتلي ديفيس         | تويتر                                        |
| ارين بوميك           | آي بي إم                                     |
| دانييلا خورخي        | باي بال                                      |
| بريان لوند لوريسن    | Set Snail                                    |